# Pellenes geniculatus
Pellenes geniculatus är en spindelart som först beskrevs av Simon 1868.  Pellenes geniculatus ingår i släktet Pellenes och familjen hoppspindlar. Inga underarter finns listade i Catalogue of Life.